# Lotošino
Lotošino è una cittadina della Russia europea centrale, situata nell'oblast' di Mosca. Fino al 2019 era capoluogo amministrativo del Lotošinskij rajon.
Sorge all'estremità nordoccidentale dell'oblast', sul fiume Lob', 160 chilometri a nordovest di Mosca.